# Centrorhynchus freundi
Centrorhynchus freundi är en hakmaskart som först beskrevs av Hartwick 1953.  Centrorhynchus freundi ingår i släktet Centrorhynchus och familjen Centrorhynchidae. Inga underarter finns listade i Catalogue of Life.